# Évariste Dumoulin
Évariste Dumoulin, né le 25 octobre 1786 à Villegouge (Guyenne) et mort le 4 septembre 1833 à Paris, est un journaliste français.

## Biographie
Pierre Évariste Latour Dumoulin naît le 25 octobre 1786 à Villegouge. Il est le fils de Jean Latour Dumoulin et de Françoise Bizat, mariés le 8 juin 1785 à Villegouge.
Dumoulin se destina d’abord au commerce et étudia les sciences exactes avec succès, mais son penchant pour la littérature triompha bientôt, et il commença à se faire remarquer par la publication de quelques pièces de vers, et par les divers articles qu’il inséra dans les journaux de son département.
Arrivé à Paris en 1815, il collabore au Messager des Chambres. Il prend part par la suite à la rédaction du Constitutionnel, du Mercure du XIXe siècle et de la Minerve.
Il a une liaison avec la comédienne Mademoiselle Valmonzey. Il se marie ensuite à Paris, le 30 novembre 1831, avec Marie-Charlotte Grosourdy-de-Saint-Pierre.
Il meurt à Paris le 4 septembre 1833 et est inhumé le 6 au cimetière du Père-Lachaise (39e division),. Le 9 avril 1888, sa dépouille est transportée à Villegouge.

## Publications
- Procès du général Drouot, précédé d’une Notice historique sur cet officier, Paris, S. C. L’Huillier, 1816, in-8°
- Histoire complète du procès du maréchal Ney, Delaunay, 1815, in-8°.
- Procès du général Cambronne, S. C. L’Huillier, 1816, in-8°.
- Lettre sur la censure des journaux et sur les censeurs, Baudouin frères, 1820, in-8°.

## Sources
- François-Xavier de Feller, Biographie universelle ou Dictionnaire historique des hommes qui se sont fait un nom, t. 3, Bruxelles, J. Leroux, 1848, p. 313.
- Marcellin Berthelot (dir.), Hartwig Derenbourg (dir.) et Ferdinand-Camille Dreyfus (dir.), La Grande encyclopédie : inventaire raisonné des sciences, des lettres et des arts, t. XV, Paris, H. Lamirault, 1885-1902, 1210 p. (lire en ligne), p. 54